# Campana de a bordo

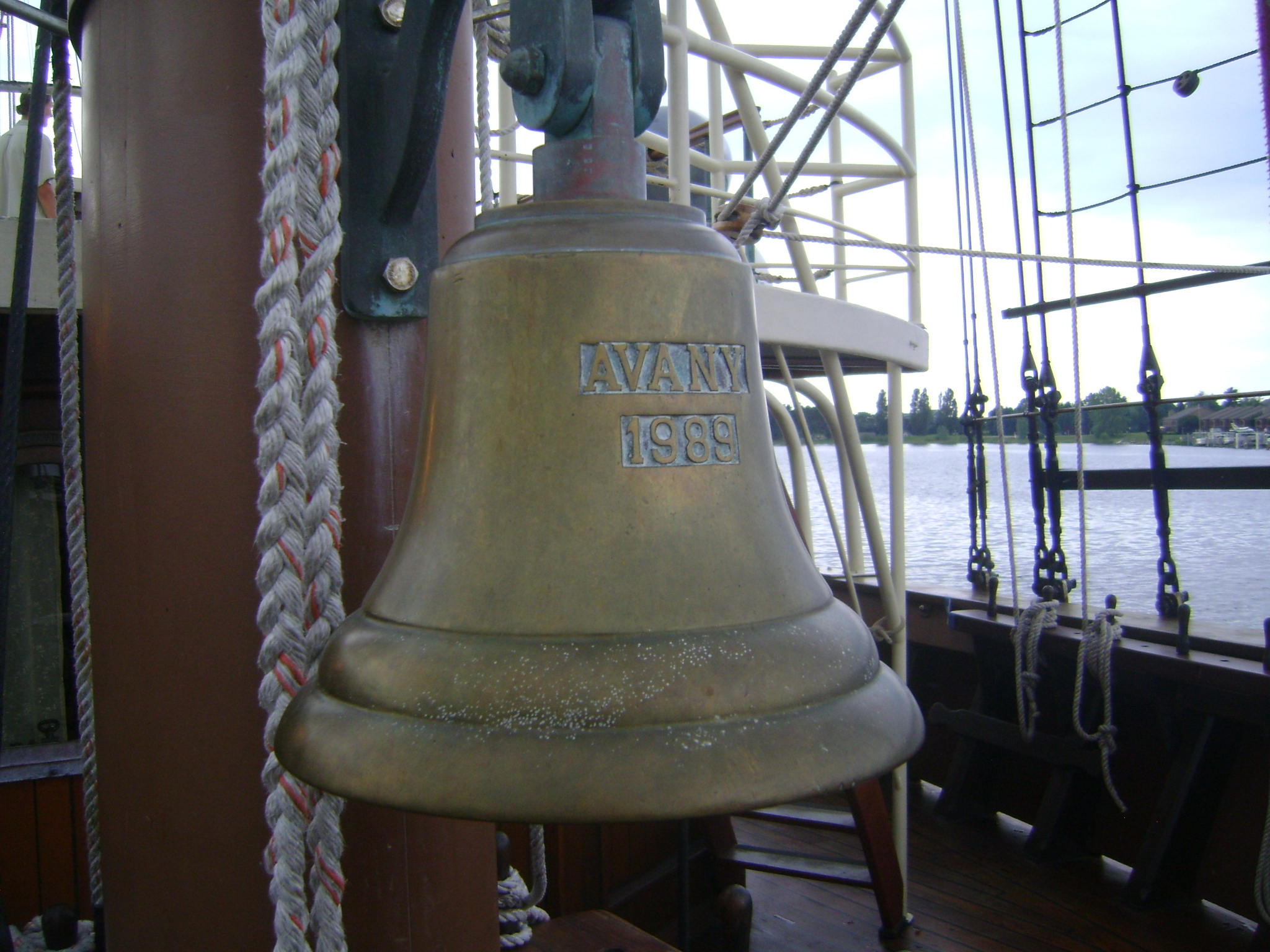
Campana de a bordo del Peacemaker

Una campana de a bordo es una campana náutica que sirve a bordo de un barco para marcar los tiempos y pautas, considerándose una pieza tradicional del cargo de señales, siendo utilizada hoy en día más que nada con fines ceremoniales (aunque en algunas embarcaciones pequeñas y medianas se sigue usando para alertar de la presencia de la nave). La campana suele estar confeccionada de latón o bronce, y con el tiempo se ha convertido en uno de los artilugios más representativos del buque, llevando cincelado en relieve su nombre y la fecha de su botadura, y en algunos casos también algún lema pagano o religioso.

## Historia
La utilización de la campana de a bordo data de la época en que el tiempo se determinaba por medio de un reloj de arena, al cual se debía dar la vuelta cada media hora pues ese era el tiempo en que se vaciaba cada ampolleta.
Esta tarea era atendida por un grumete, y debido a que con el paso de las horas se volvía cada vez más tediosa, debía dar por cada vuelta del reloj un golpe de campana para indicar de esta forma que el grumete seguía en su puesto de guardia despierto y atento. Estos turnos, que recibían diferentes nombres (el más conocido quizás sea el de la guardia de perro - un término que se sigue utilizando hasta nuestros días), se cumplían de cuatro en cuatro horas, con lo que con cada ocho campanadas se señalaba el fin del turno de guardia y el comienzo del siguiente. Con cada dos campanadas se «picaba» para marcar los cuartos de guardia, con un repique por cada hora transcurrida y un pique en las medias. En la historia militar, el «picado» de la hora —término que se refiere a estas campanadas— era (y sigue siendo de algún modo) una costumbre compartida por los buques de guerra de todo el mundo.

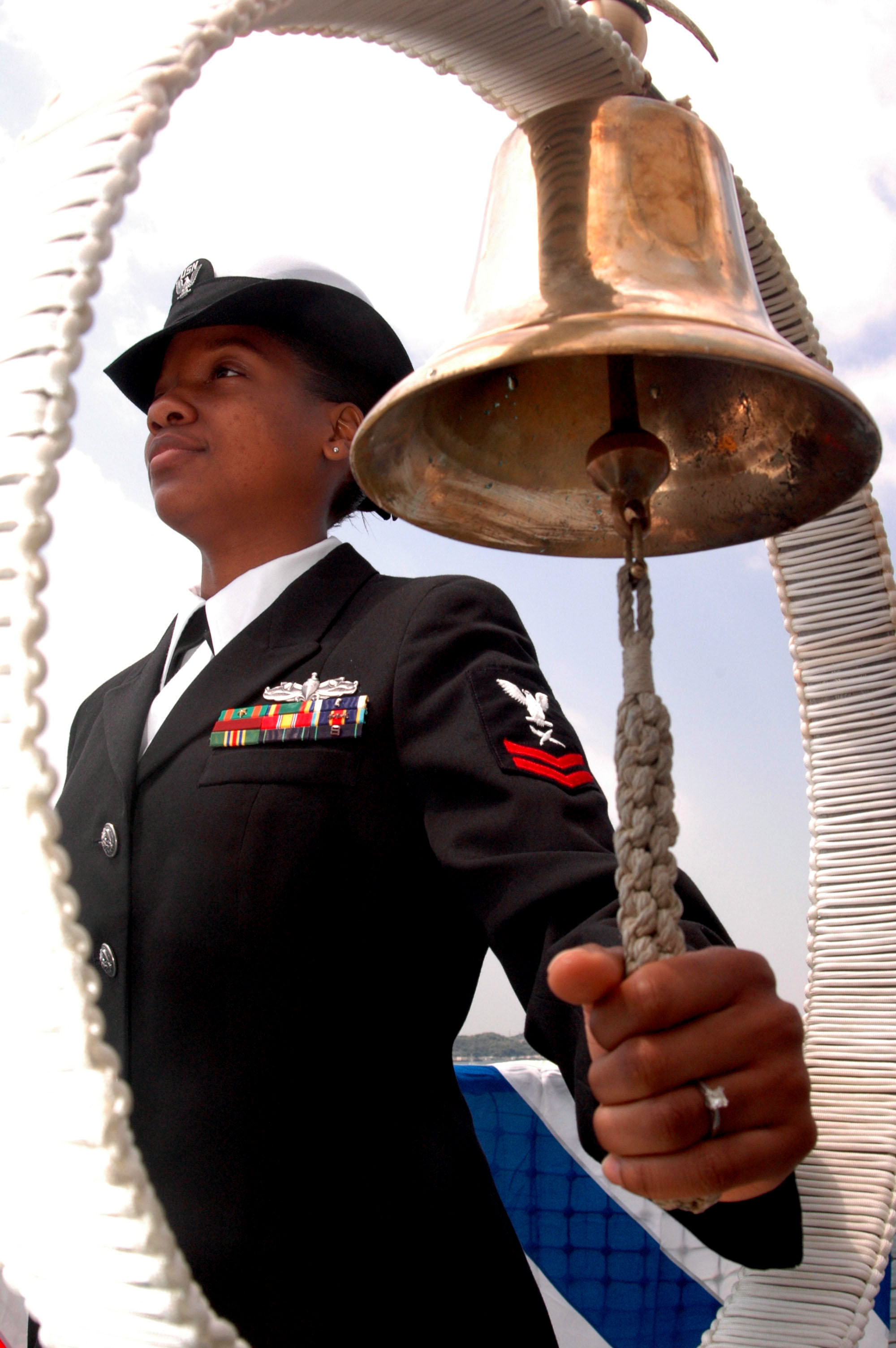
Campana de a bordo moderna del crucero lanzamisiles USS Chancellorsville

El tamaño de la campana guardaba relación con el tamaño del barco y existía una tabla de relación de pesos; en otras palabras, el tonelaje del buque determinaba el peso en kilos o libras de la campana.
También con la aparición de los relojes mecánicos se seguía utilizar este método para regular la vida cotidiana de la tripulación, ya que, por su rareza, estos se solían guardar en el cuarto de cronómetros. Sin embargo, con la aparición de relojes con mecanismos más avanzados, baratos y fáciles de fabricar, la utilidad de las campanas de a bordo se vería relegada a usos secundarios y simbólicos. 
En los buques mercantes y pesqueros, la campana de a bordo era de obligado cumplimiento para el despacho del buque y la expedición de la autorización de reconocimiento del material náutico.
Aparte de marcar los tiempos, el otro uso principal de la campana de a bordo, alternado con el pitido del silbato del contramaestre (con su tono peculiar que se sigue manteniendo a día de hoy aunque por medios digitales), era dar la voz de alarma. Una situación frecuente era para avisar de la presencia del barco en tiempo de niebla cerrada.

## Actualidad
Las campanas de a bordo mantienen en la actualidad poca utilidad funcional (sobre todo relativa a su uso en condiciones de niebla), aunque siguen formando parte del equipo de cubierta en algunas armadas con funciones más bien rituales. Muchos marinos afirman que oír los picados durante los turnos de guardia les hace de compañía y provocan un sentimiento de familiaridad. Obviamente, en cuanto a su uso como medio de alerta, las flotas modernas emplean la famosa alarma de tono intermitente característico de los buques de guerra.
La campana también tiene papel en la tradición ceremonial marinera, desde botaduras a reuniones de veteranos, y hasta bautismos.
Siendo una pieza única para cada barco, las campanas de a bordo de los antiguos barcos, sobre todo naufragados, son muy codiciadas por coleccionistas de piezas náuticas.

## Usos simbólicos, honoríficos y tradicionales

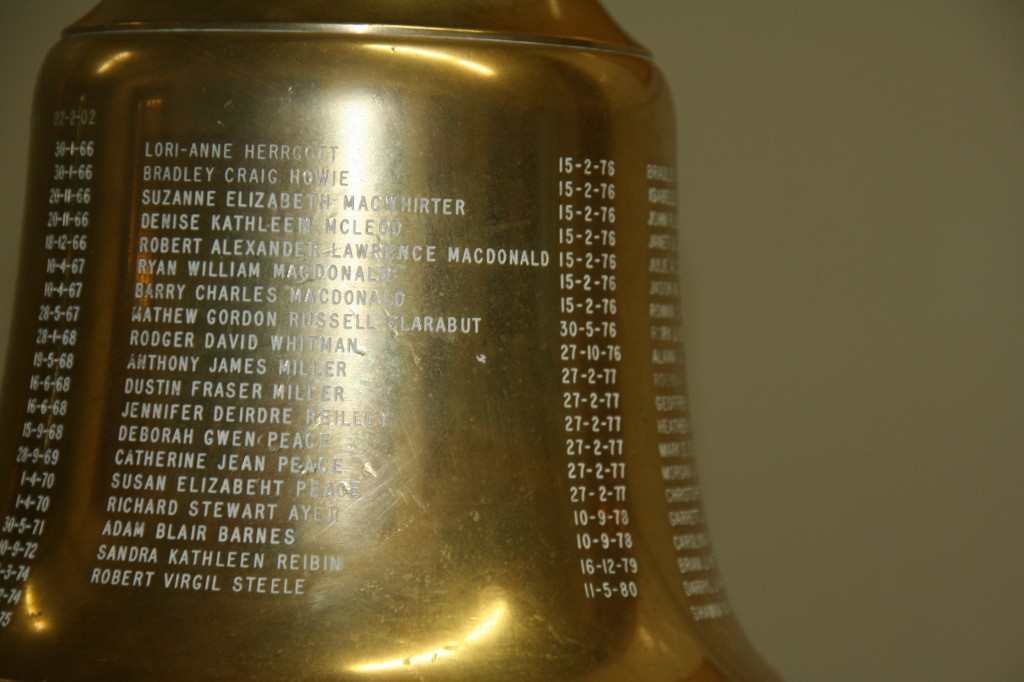
Campana de un buque canadiense con nombres de niños bautizados

Las campanas de a bordo sirven hasta el día de hoy para celebrar ciertos acontecimientos.
En algunas flotas, como la estadounidense, se usan para anunciar la subida a bordo del capitán del barco, almirantes y dignatarios, o su abandono del buque (en el caso del capitán). El número de campanadas equivale al número de acompañantes que corresponde al oficial por su rango y posición. En otros países, estos eventos se anuncian por medio de los silbatos, a veces acompañados por tambores. 
En muchas flotas, a la medianoche de cada Nochevieja, se doblan los piques de campana, dieciséis en total, ocho correspondiendo al año saliente y ocho al año nuevo.
Cuando fallece un miembro de la tripulación, se le suele honrar con ocho campanadas, con el significado de «fin de turno» o «fin de la guardia». El término eight bells, usado mayoritariamente en inglés, puede escucharse durante el obituario. Este mismo término también se usa como eufemismo náutico para una tarea acabada.
En la tradición naval de algunos países, como Canadá, se usa la campana de a bordo como fuente bautismal para el bautizo de hijos de miembros de la tripulación. Posteriormente se graban los nombres de los niños bautizados en la campana.

## Nombre del barco
Tradicionalmente, el nombre del barco lleva grabado en relieve en la campana principal junto a la fecha de su botadura. En ocasiones, sobre todo en barcos más modernos, también se incluye el nombre del astillero en que fue fabricado. Si el nombre del barco cambia, la tradición marítima mantiene que la campana original siga a bordo del buque. En muchos casos son las campanas de a bordo, por su composición material y el hecho de llevar el nombre del barco grabado, los principales y a veces hasta únicos indicios de identidad de un buque naufragado.